# آدم كامينز
آدم كامينز (بالإنجليزية: Adam Cummins)‏ هو لاعب كرة قدم بريطاني، ولد في 3 مارس 1993 في ليفربول في المملكة المتحدة. لعب مع نادي آير يونايتد ونادي إيفرتون ونادي بانغور سيتي ونادي دندي ونادي ماذرويل.

## وصلات خارجية
- آدم كامينز على موقع الاتحاد الأوربي (الإنجليزية)
- آدم كامينز على موقع قاعدة بيانات كرة القدم.إي يو (الإنجليزية)
- آدم كامينز على موقع Soccerbase.com (لاعب) (الإنجليزية)
- آدم كامينز على موقع Soccerway.com (الإنجليزية)
- آدم كامينز على موقع عالم كرة القدم.نت (الإنجليزية)